# Мидзухо (город)
Мидзухо (яп. 瑞穂市 Мидзухо-си) — город в Японии, находящийся в префектуре Гифу. Площадь города составляет 28,19 км², население — 53 552 человека (1 июля 2014), плотность населения — 1899,68 чел./км².

## Географическое положение
Город расположен на острове Хонсю в префектуре Гифу региона Тюбу. С ним граничат города Гифу, Огаки, Мотосу и посёлки Китагата, Годо, Ампати.

## Население
Население города составляет 53 552 человека (1 июля 2014), а плотность — 1899,68 чел./км². Изменение численности населения с 1980 по 2005 годы:
| 1980 | 32 247 чел. |  |
| 1985 | 36 121 чел. |  |
| 1990 | 40 074 чел. |  |
| 1995 | 43 892 чел. |  |
| 2000 | 46 571 чел. |  |
| 2005 | 50 009 чел. |  |

## Символика
Деревом города считается сакура, цветком — гортензия.